# Eomakhaira
Eomakhaira es un género extinto de mamífero metaterio del orden Sparassodonta. Vivió durante el Oligoceno, hace aproximadamente 33 y 32 millones de años, en lo que hoy es Chile.

## Descripción
Eomakhaira era una forma relativamente pequeña de Sparassodonta. El peso se estima en 9,5 a 10 kilogramos. El tamaño del cráneo es también es comparable al de un marsupial. Por tanto, Eomakhaira es más pequeño que Callistoe (23 kg) y Patagosmilus (20 kg). Eomakhaira era carnívoro. El animal tenía colmillos grandes que mostraban la tendencia hacia la anatomía de dientes de sable, pero no eran tan pronunciados como los de su pariente posterior Thylacosmilus. El tamaño de los dientes de sable es similar al de las formas tempranas de otros mamíferos carnívoros con dientes de sables como Machaeroides, Dinictis y Nimravus.
Aunque fue descrito inicialmente como un tilacosmílido, la investigación posterior ha apoyado que su posición filogenética es por fuera de ese clado.

## Descubrimiento
Los restos fósiles de Eomakhaira encontrados en depósitos volcánicos de la ubicación Cachopoal de la Formación Abanico en la Región del Libertador General Bernardo O'Higgins de Chile. El holotipo SGOPV 3490 consiste en la parte frontal del cráneo, que incluye partes de la mandíbula y dientes. El hallazgo tiene de una edad estimada de 33 a 32 millones de años.